# El Cahulote Seco
El Cahulote Seco är en ort i Mexiko.   Den ligger i kommunen Turicato och delstaten Michoacán de Ocampo, i den södra delen av landet, 240 km väster om huvudstaden Mexico City. El Cahulote Seco ligger 960 meter över havet och antalet invånare är 244.
Terrängen runt El Cahulote Seco är kuperad, och sluttar söderut. Runt El Cahulote Seco är det ganska glesbefolkat, med 29 invånare per kvadratkilometer. Närmaste större samhälle är Tacámbaro de Codallos, 16,0 km nordväst om El Cahulote Seco. I omgivningarna runt El Cahulote Seco växer huvudsakligen savannskog.